# Santa Maria de Santa Fe del Penedès
Santa Maria de Santa Fe del Penedès és una església de Santa Fe del Penedès (Alt Penedès) inclosa a l'Inventari del Patrimoni Arquitectònic de Catalunya.

## Descripció
És una església d'una sola nau i absis quadrangular. Volta de creueria sobre arcs torals ogivals. A la capçalera, volta estrellada. Capelles laterals. Cor. Portal d'entrada amb frontó rodó partit i columnes adossades. Rosetó. Campanar d'espadanya de quatre arcades, amb campanes. Escalinata d'accés.
Destaca la pica beneitera, probablement d'origen romànic. Té forma de morter i és de pedra calcària molt dura. Es troba col·locada sobre un fust també de pedra però de factura més moderna.
Pel que fa a la pica baptismal, és gairebé semiesfèrica. Està muntada sobre una columna de pedra lleugerament cònica que descansa sobre un capitell de ciment. La superfície exterior de la copa és gallonada i s'hi compten 12 elements de 9 a 10 cm cadascun. Arran de boca presenta un bordó de 4 cm d'amplada que sobresurt un centímetre de la superfície de la pica i està aixamfranat a la part inferior. La columna té uns gravats molt desgastats que podrien ésser restes d'una decoració herbàcia.

## Història
El 1189 ja s'esmenta la parròquia de Santa Fe, que estava dins del lloc de Santa Fe, alou de la Catedral de Barcelona l'any 1142. Hi ha notícies, posteriorment, de la parròquia de Santa Maria, des del 1308 fins al 1759, amb moltes llacunes. No es pot saber amb seguretat si el seu emplaçament coincideix amb el de l'actual parròquia.
L'observació de la pica baptismal indueix a pensar que la copa i el fust no formaven part originalment del mateix conjunt. La decoració de la columna denota un arcaisme superior al de la copa. Aquesta decoració és característica d'un tipus de piques baptismals pertanyents als segles XV-XVI. Hi ha indicis que en una restauració precipitada s'utilitzaren elements de diferents procedències sense tenir en compte la possible diversitat d'estils i, fins i tot, sembla que la posició de la columna està invertida.